# 富士通システムズアプリケーション&サポート
株式会社富士通システムズアプリケーション＆サポート（ふじつうシステムズアプリケーション＆サポート、英: FUJITSU SYSTEMS APPLICATION & SUPPORT LIMITED）は、かつて存在した日本の企業。宮城県仙台市に本社を置き、クラウドサービス事業に特化していた。略称はFJAS。

## 会社概要
富士通グループで培ったノウハウをもとに、クラウドサービス、特化アプリケーションサービス、サポートサービスを提供する富士通グループ企業。

## 事業概要
- 最適なIaaSの選定を含め、お客様の様々な課題を解決するコンサルティングサービスの提供。
- ヘルプデスク、運用監視、OSサポート などを垂直統合した、クラウドサービスのワンストップソリューションの提供。
- 富士通グループで培ったノウハウをもとに、専門分野の特化アプリケーションサービスとサポートサービスの提供。
- 地域総合図書館コンセプトを実現する、図書館アプリケーションサービス、データエントリーシステムなどの共通業務サービスの提供。

## 沿革
- 2013年 株式会社富士通システムズアプリケーション&サポート設立
- 2021年 富士通へ吸収合併され、富士通システムズアプリケーション&サポートは解散[1]

## 事業所・関連施設
- 本社：宮城県仙台市
- 札幌オフィス：北海道札幌市
- 帯広オフィス：北海道帯広市
- 青森オフィス：青森県青森市
- 秋田オフィス：秋田県秋田市
- 盛岡オフィス：岩手県盛岡市
- 大宮オフィス：埼玉県さいたま市
- 品川オフィス：東京都港区
- 大崎オフィス：東京都品川区
- 長野オフィス：長野県長野市
- 長野サポートサービスセンター：長野県長野市
- 大阪オフィス：大阪府大阪市
- 福岡オフィス：福岡県福岡市

## 関係会社
- 富士通株式会社